# Šú Kurata
Šú Kurata (* 26. listopad 1988) je japonský fotbalista.

## Klubová kariéra
Hrával za Gamba Ósaka, JEF United Chiba a Cerezo Ósaka.

## Reprezentační kariéra
Šú Kurata odehrál za japonský národní tým v roce 2015 celkem 1 reprezentační utkání.

## Statistiky
| Japonsko | Japonsko | Japonsko |
| Roky     | Záp.     | Góly     |
| -------- | -------- | -------- |
| 2015     | 1        | 0        |
| 2016     | 0        | 0        |
| 2017     | 8        | 2        |
| Celkem   | 9        | 2        |